# 樂基兒
樂基兒（英語：Gaile Lok，1980年8月22日—），本名黎嘉儀，中越混血兒（父為中國人，母為越南人），生於澳門，成長於美國 ，美籍華人，香港模特兒。主要在香港發展演藝事業，是香港歌手黎明的前妻。

## 簡歷
樂基兒多出席時裝表演及參與演出廣告，出道時有「翻版舒淇」之稱。2005年年初，樂基兒坦白承認自己曾經隆胸，被認為是十分勇敢，之後因為脊骨負荷過重而還原。2005年年底，傳聞與黎明戀愛。
2008年3月15日，傳聞樂基兒與黎明於馬爾代夫結婚。3月17日，兩人皆否認。2009年8月30日，香港傳媒揭發樂基兒與黎明於2008年3月9日在拉斯維加斯註冊結婚。傳聞的馬爾地代夫結婚則實際為度蜜月。2012年10月3日，兩人宣布「分手」。
2017年8月，美國時間27日，在大約60多名親友見證下，樂基兒於加州與相識兩年多、從事有機食物網上生意的Ian Chu再婚並育有1子。
2023年2月，樂基兒透露大半年前已簽字離婚，並從美國回香港復出當模特兒。

## 綜藝節目
- 2015年《真心英雄》

## 電影
- 2000年《戀性世代》
- 2004年《甜絲絲》飾演白雪雪
- 2017年《女士復仇》

## 外部連結
- 樂基兒的新浪微博
- 樂基兒的Instagram帳戶
- 樂基兒在互联网电影资料库（IMDb）上的資料（英文）
- 樂基兒在香港影庫上的簡介
- 樂基兒在豆瓣上的资料（简体中文）
- 樂基兒在时光网上的簡介（简体中文）